# Lars Peter Hansen
Lars Peter Hansen (Urbana (Illinois) el 26 d'octubre de 1952) és un economista nord-americà guanyador del Premi Nobel d'economia l'any 2013 per "l'anàlisi empíric del preu dels actius", juntament amb Eugene F. Fama i Robert J.Shiller.

## Biografia
Va néixer als Estats Units, tot i que prové de família amb orígens del nord d'Europa. Set dels seus rebesavis eren nascuts a Dinamarca i dos més a Suècia, mentre que la resta dels setze rebesavis provenien d'Anglaterra i Gal·les. Essent el tercer de tres germans, el més gran Roger fou enginyer de recursos hídrics i el mitjà, Ted genetista i immunòleg.
Durant la seva etapa escolar va experimentar problemes de parla, especialment en públic que va haver d'anar superant al llarg de la vida. També era considerat un alumne díficil per part del claustre de professors
Al 1970 ingressà a la Universitat de Utah on el seu pare, bioquímic de professió, exercia de rector. A la universitat, va comptar amb l'impuls acadèmic per part dels professors especialment Michael Windham, Doug Adler i Ben Jensen. Es va interessar en el camp de les ciències polítiques, les matemàtiques i durant el segon curs hi incorporà la economia, disciplina en la qual s'hi acabà centrant i doctorant, ja que després d'obtenir la llicenciatura a la Universitat de Utah en matemàtiques i ciències polítiques, es doctorà al 1978 en economia a la Universitat de Minnesota.
Al 1978 exerceix com a professor auxiliar a la Carnegie Mellon University fins al 1980 i professor associat fins al 1981, quan s'incorpora a la Universitat de Chicago com a professor associat i al 1984 com a professor. Quan hi arribà tingué a Gary Becker, Jim Heckman i en Bob Lucas com a companys d'últim any de carrera. Hansen va descriure la Universitat de Chicago com un "lloc motivador i apassionant per estar-hi".
Al 1984 es casà amb la seva dona, Grace Tsiang, que havia conegut poc després d'arribar a Chicago i que ha estat i és una font de suport per a ell.

## Contribucions
La major contribució de Hansen en l'economia ha estat el desenvolupament de les GMM (Generalized Method of Moments), una tècnica que permet provar models econòmics complexos, a través de mètodes d'econometria i amb el mínim de supòsits. Formalitzada al 1982, ha estat un del mètodes més usats per la estimació de models econòmics i financers. L'acadèmia sueca reconegué les seves contribucions innovadores en el camp de la econometria que han servit per analitzar els comportaments dels mercats d'actius i les flucutacions macroeconòmiques.
Tant ell com Fama i Shiller han desenvolupat mètodes innovadors en l'estudi dels preus dels actius financers, que han estat una eina clau en la pràctica de les inversions.

## Publicacions

### Llibres[11]
- Hansen, L.P., T.J. Sargent. Uncertainty Within Economic Models. World Scientific Publishing Company, 2014.
- Hansen, L.P., T.J. Sargent. Recursive Models of Dynamic Linear Economies. Princeton University Press, Princeton, NJ, 2013.
- Yacine Ait-Sahalia, Hansen, L.P., Editors. Handbook of Financial Econometrics. Elsevier Press: Holland, 2009.
- Hansen, L.P., T.J. Sargent. Robustness. Princeton University Press, Princeton, NJ, 2007.
- Mathias Dewatripont, Lars P. Hansen,Stephen J. Turnovsky, Editors. Advances in Economics and Econometrics: Theory and Applications: Eighth World Congress (Econometric Society Monographs). Cambridge University Press, 2003.
- Hansen, L.P., T.J. Sargent. Rational Expectations Econometrics, Underground Classics in Economics. Boulder: Westview Press, 1991.

## Premis i reconeixments

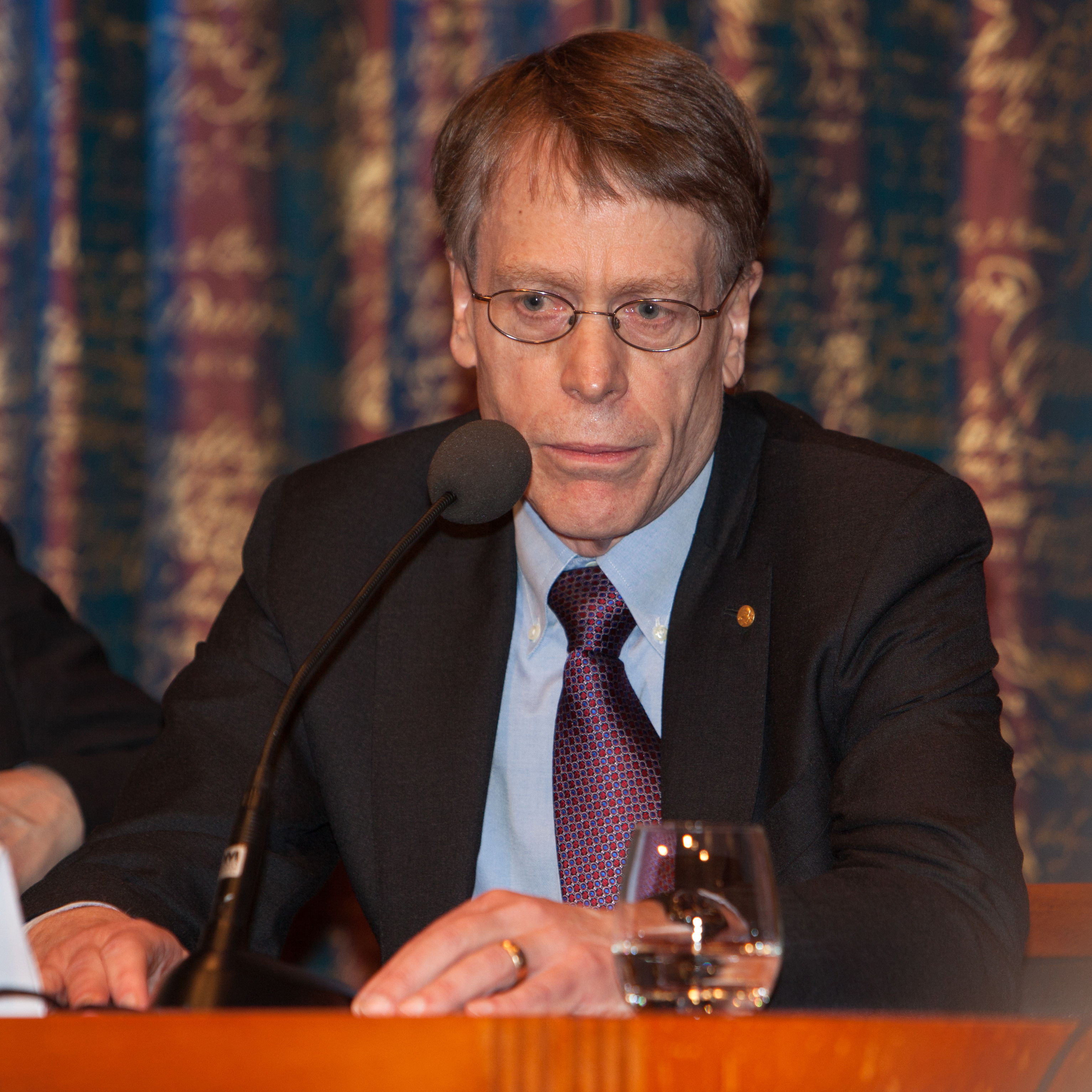
Lars Peter Hansen en una roda de premsa, 2013

| Any       | Reconeixement                                                                              |
| --------- | ------------------------------------------------------------------------------------------ |
| 1984      | Medalla Frisch, Econometric Society (amb Kenneth J. Singleton)                             |
| 1997-1998 | Premi Facultat a l'Excel·lència en Ensenyament i Mentoria Graduats, Universitat de Chicago |
| 2006      | Premi Erwin Plein Nemmers en Economia, Northwestern University                             |
| 2008      | Premi CME Group-MSRI en aplicacions quantitatives innovadores                              |
| 2010      | BBVA Foundation Frontiers of Knowledge Award en Economia, Finances i Gestió                |
| 2012      | Doctorat Honorífic de la Universitat Estatal de Utah                                       |
| 2013      | El premi Sveriges Riksbank en ciències econòmiques en memòria d'Alfred Nobel 2013          |
| 2014      | Acadèmic honorari de l'Acadèmia Sinica                                                     |
| 2015      | Doctor Honoris Causa, HEC París                                                            |
| 2015      | Professor honorari en Economia de la Universitat del Pacífico                              |
| 2016      | Doctor honoris causa de Ciència, Colby College                                             |
| 2017      | Càtedra honorària, Escola d'Economia i Gestió de la Universitat de Tsinghua                |
| 2018      | Càtedra honorària, Universitat de Tilburg, Països Baixos                                   |